# Ślężno
Ślężno (niem. Schleenwerder) – nieistniejąca jednostka osadnicza w Polsce położona w województwie lubuskim, w powiecie słubickim, w gminie Górzyca.
W 1910 w opracowaniu Meyers Orts- und Verkehrs-Lexikon des Deutschen Reichs Schleenwerder określane jest jako dom dróżnika (pobierania opłat - Chausseeehaus) należący do wsi Czarnów.
W 1895 miejscowość zamieszkiwało 9 osób, a w 1910 – 5.
Była położona przy obecnej drodze krajowej nr 22, na wydmach nieco na zachód od Czarnowskiej Górki (19 m n.p.m.), na której znajduje się drewniana wieża widokowa.
Miejscowość przestała istnieć po II wojnie światowej, a nazwa całkowicie wyszła z użycia.